# Лыгин, Константин Константинович
Константи́н Константи́нович Лы́гин (9 (21 мая) 1854, Кременчуг, Полтавская губерния — 7 мая 1932, Томск) — русский и советский архитектор, работал в основном в Сибири.

## Биография
Окончил Академию художеств в 1879 году с аттестатом 1 степени, с 1881 года состоял действительным членом императорского Санкт-Петербургского общества архитекторов, с 1891 года — член-корреспондентом этого общества.
С 1895 года до своей смерти работал в Томске. Начинал архитектором при управлении Средне-Сибирской железной дороги, с 1898 по 1906 — архитектор «по новым работам» при управлении железной дороги. После создания Томского технологического института преподавал в нём на кафедре архитектуры, ведя рисование и архитектурное проектирование, с 1924 — профессор.
По проектам Лыгина построено множество зданий, в основном в Томске (до настоящего времени из более чем двадцати зданий сохранилось тринадцать), но также и в других городах России — Санкт-Петербурге, Риге, Нижнем Новгороде, Самаре, Казани, Сызрани, Телави, Красноярске, Тайге, Петропавловске, Новониколаевске, Бийске. Для облицовки многих зданий Лыгин применял жёлтый песчаник, первым в Томске стал строить кирпичные дома без штукатурки. Последним объектом, построенным по проекту архитектора, стал Каменный мост через Ушайку, построенный в 1916 году.
В советское время Лыгин занимался в основном преподаванием.
Был похоронен на Преображенском (ныне уничтоженном) кладбище в Томске, могила не сохранилась.

## Сохранившиеся работы в Томске
- Дом фирмы «Штоль и Шмидт» (Центральная аптека)
- Общественное собрание (Дом офицеров)
- Особняк купца Г. Ф. Флеера (Дворец бракосочетаний)
- Здание торгового дома «Е. Н. Кухтерин и сыновья» (Мэрия Томска)
- Дом купчихи Орловой (Художественный музей)
- Окружной суд (Областной суд)[1]
- Красный корпус ТГАСУ
- Дом купца И. И. Смирнова (НИИ курортологии и физиотерапии)
- Магазин Гадалова («Верхний гастроном»)
- Магазин Голованова («Нижний гастроном»)
- Деревянный дом на ул. Тверской, 66
- Епархиальное женское училище (Томский военно-медицинский институт)
- Пироговское училище (педагогический колледж)
- Церковь во имя Первоверховных апостолов Петра и Павла (клуб спичечной фабрики «Сибирь»)
- Каменный мост через Ушайку

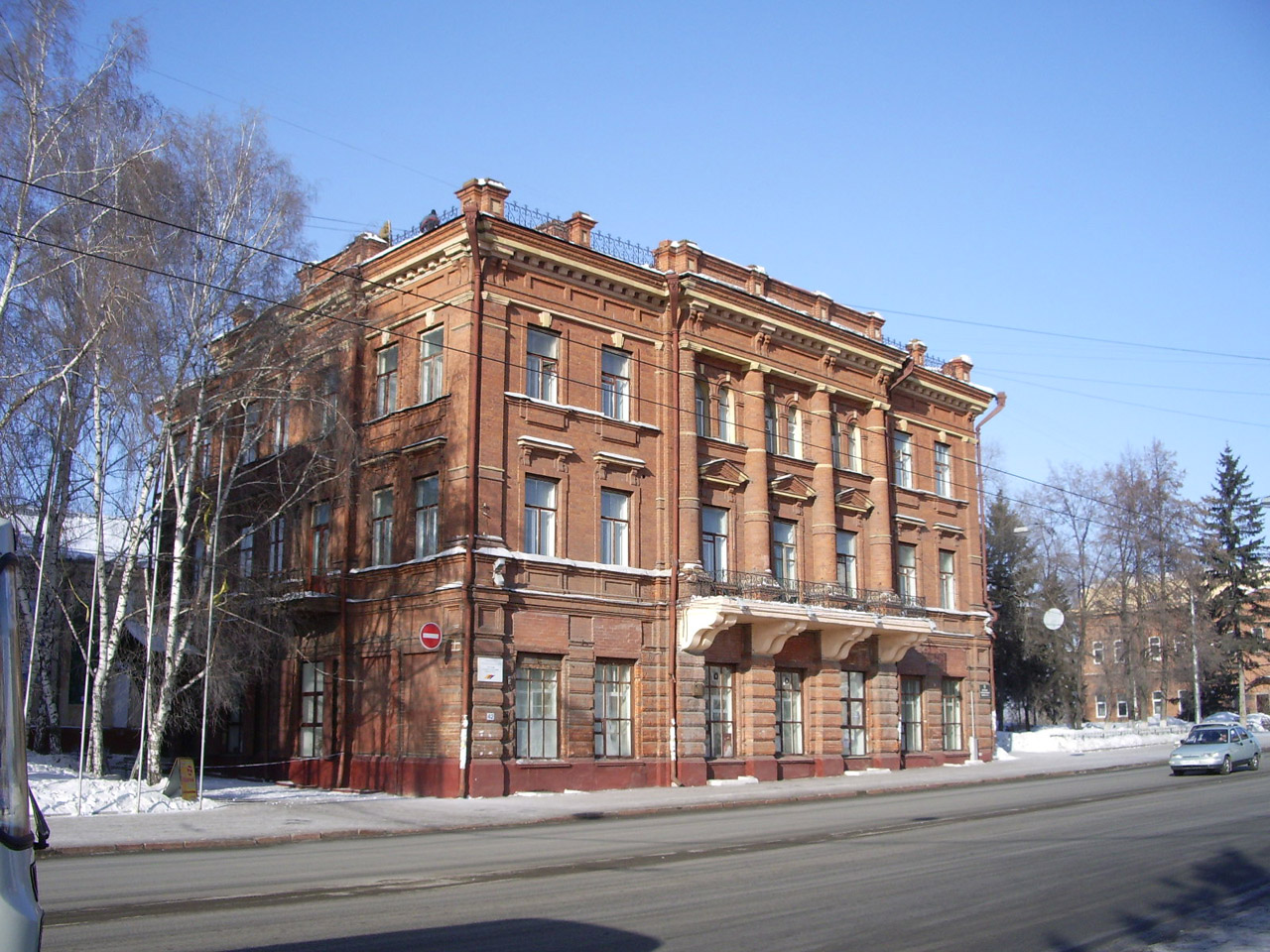
Музыкальная и художественная школы
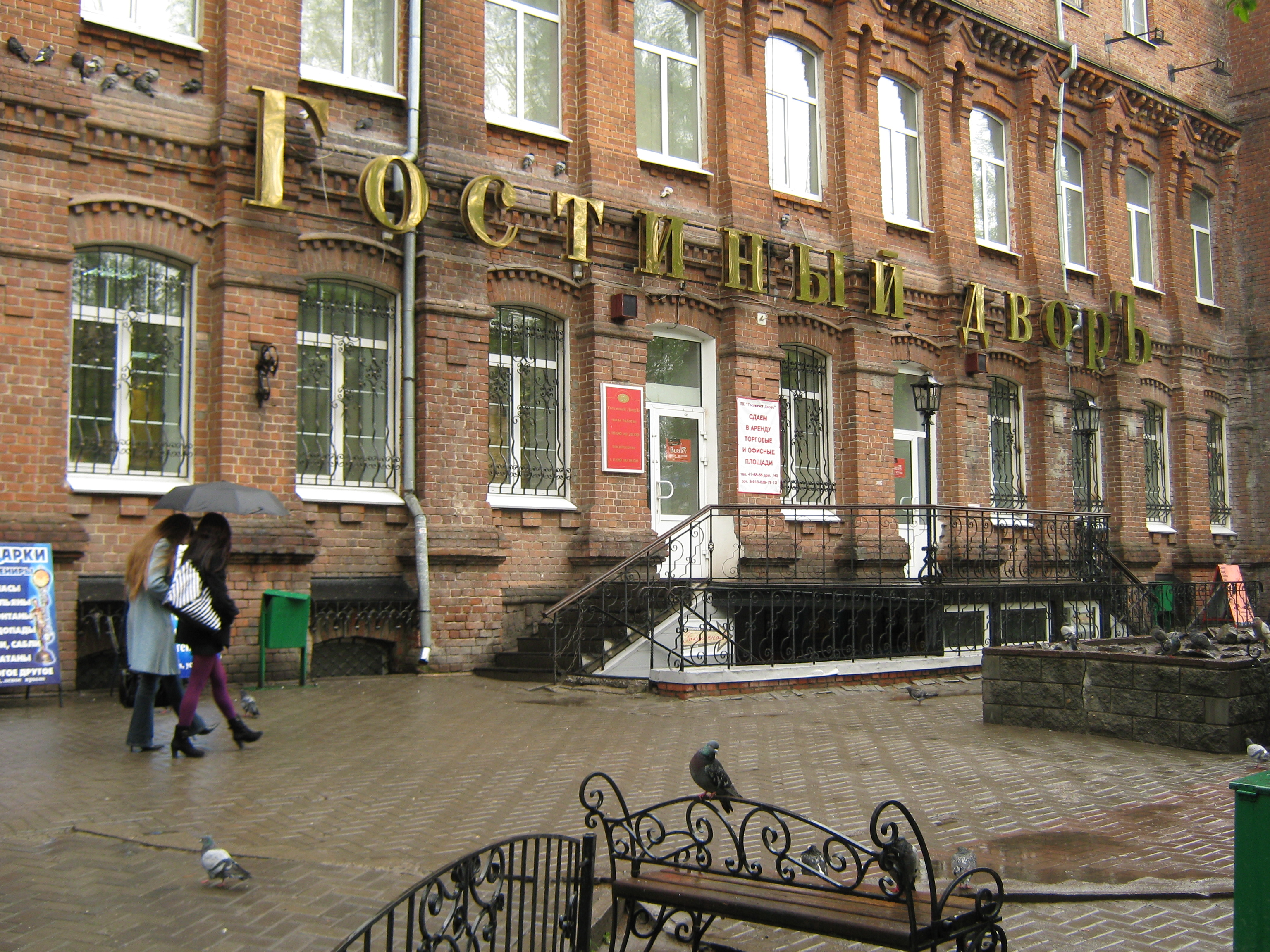
Винная монополия
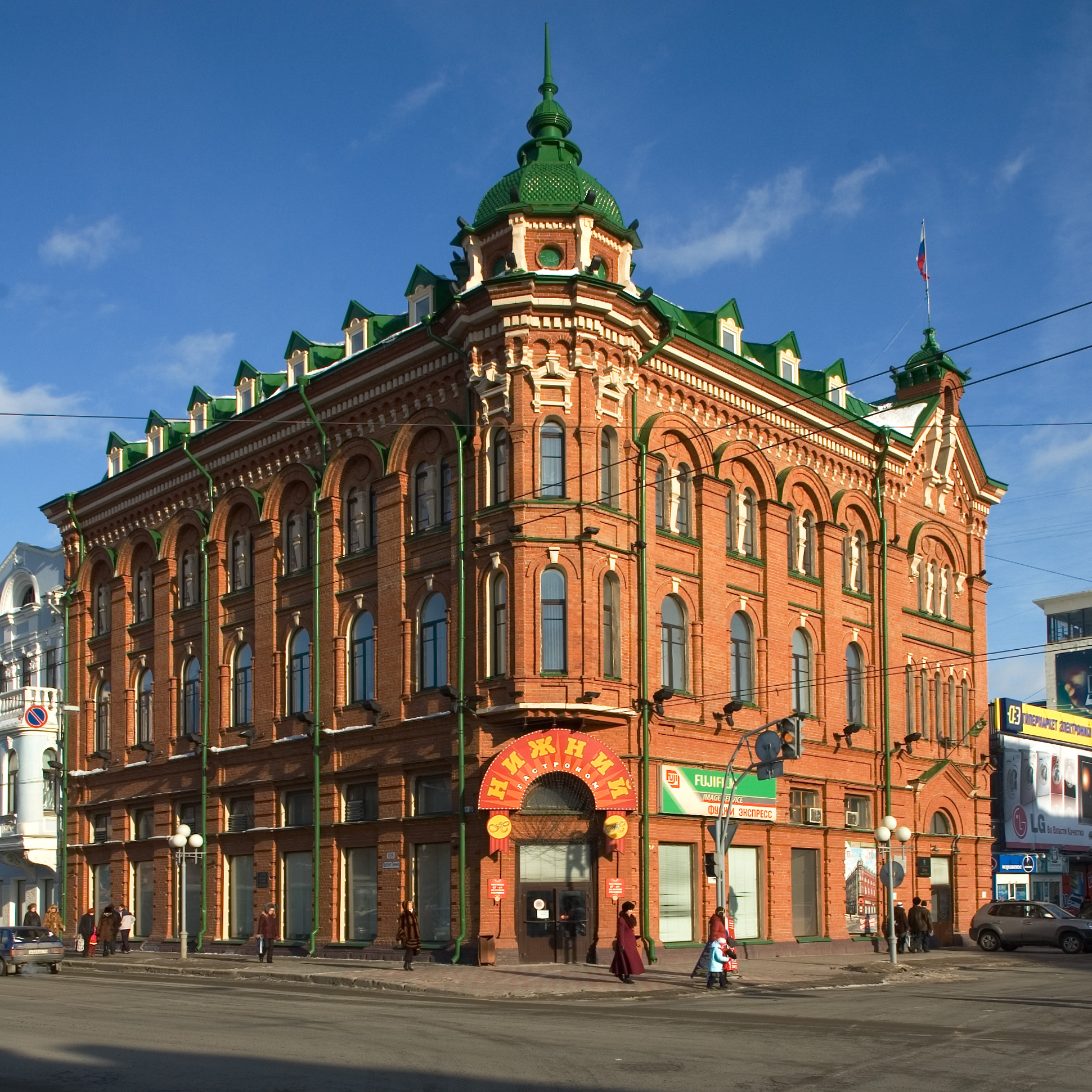
Магазин Гадалова
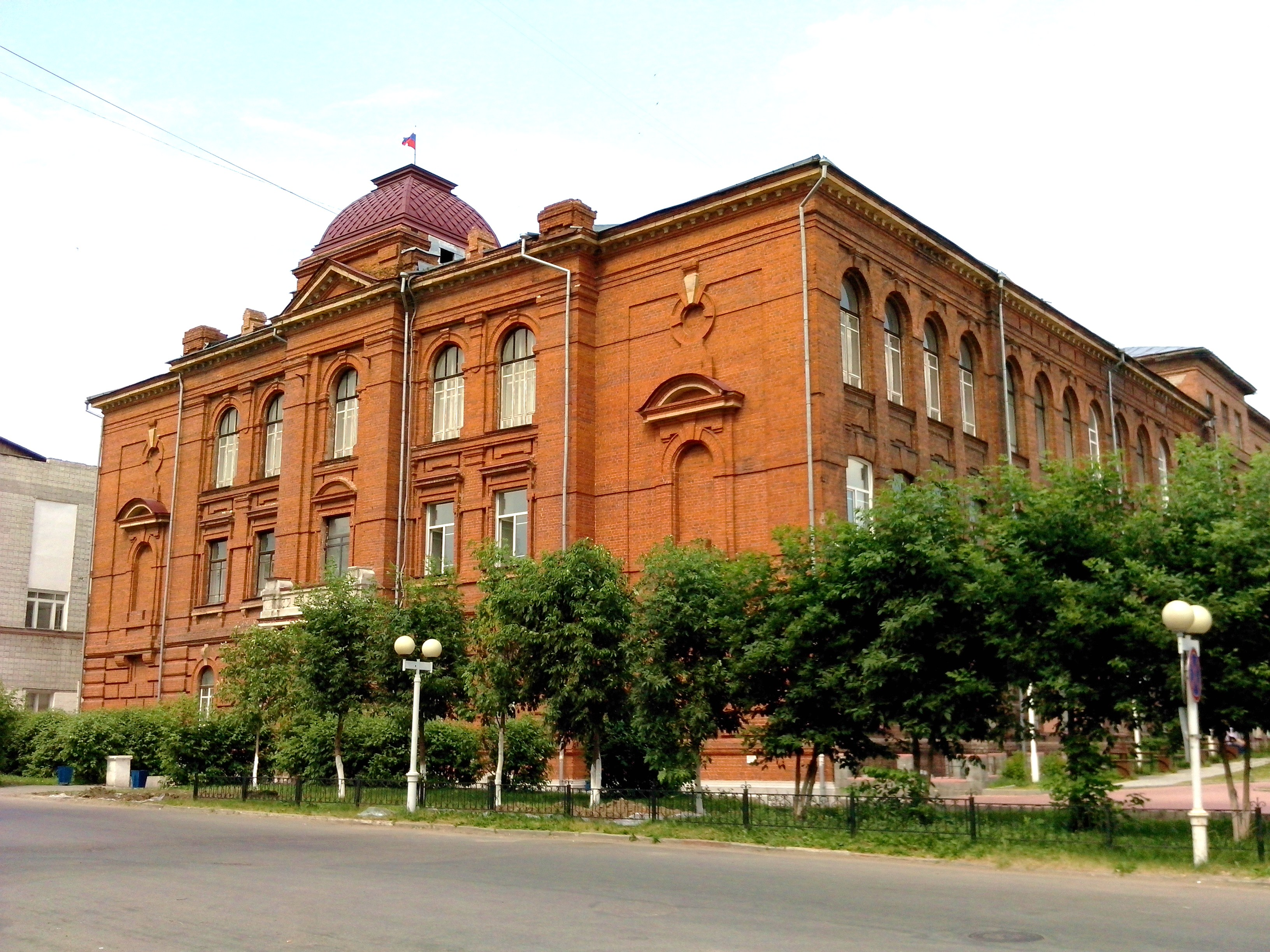
Здание коммерческого училища (1904), ныне 2-й («Красный») учебный корпус ТГАСУ
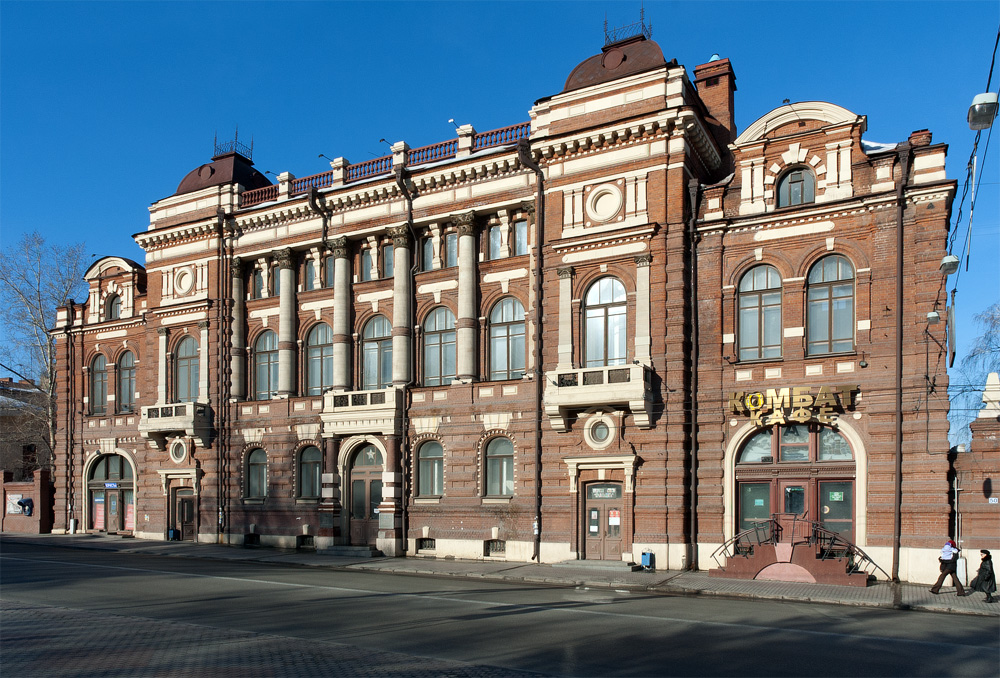
Томский Дом офицеров
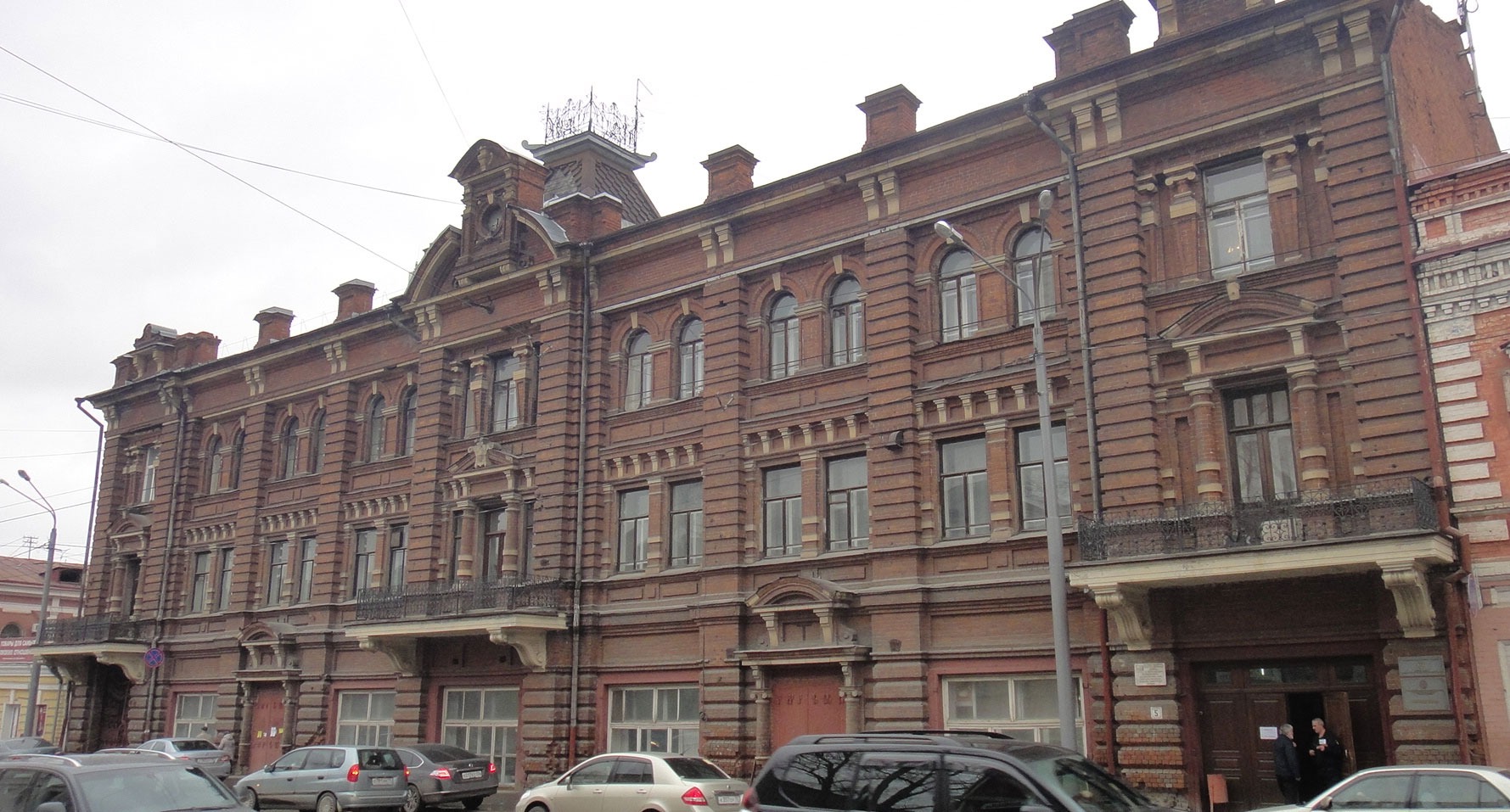
Дом И. И. Смирнова, ул. Люксембург, 5
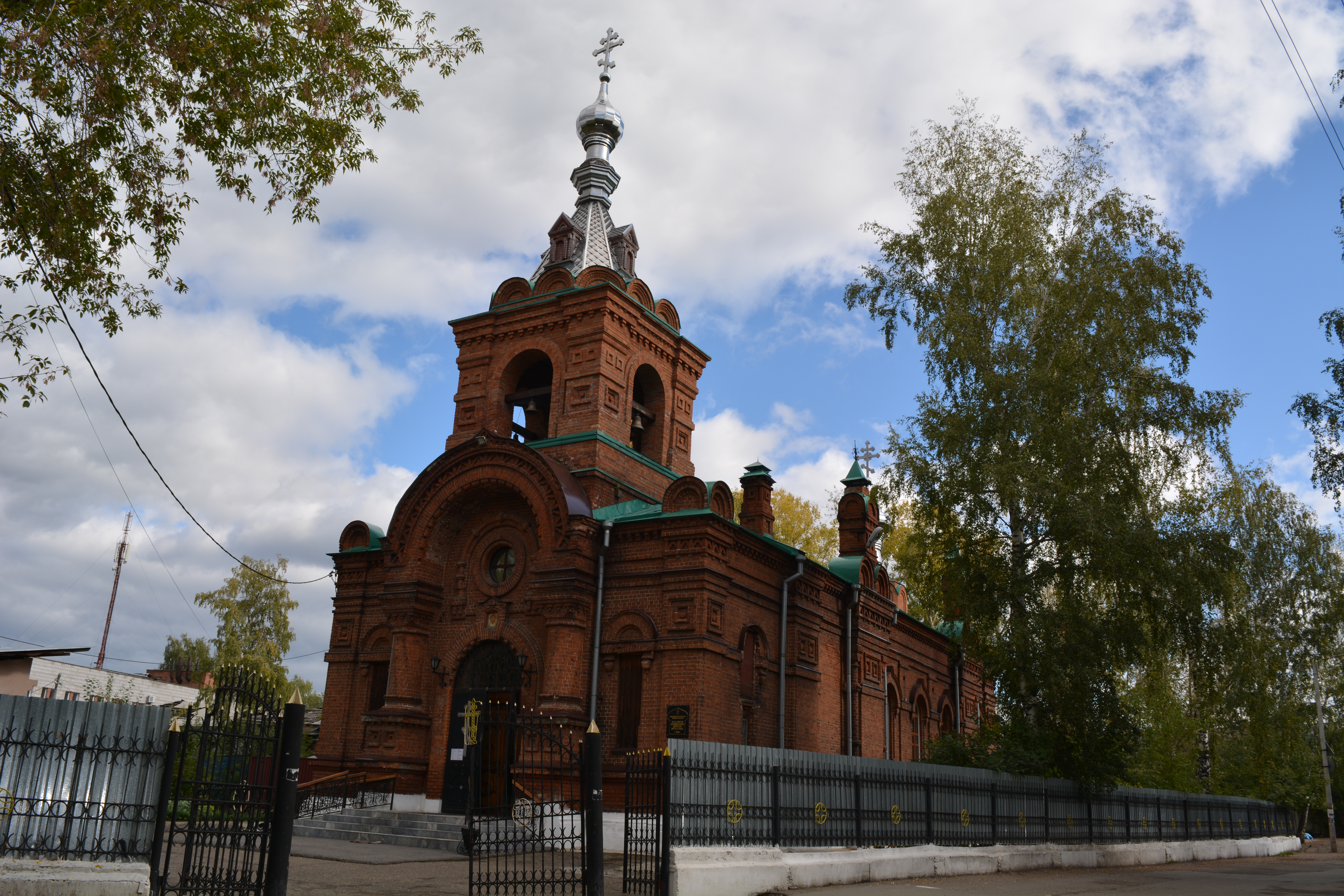
Петропавловская церковь («Спичфабрика»)
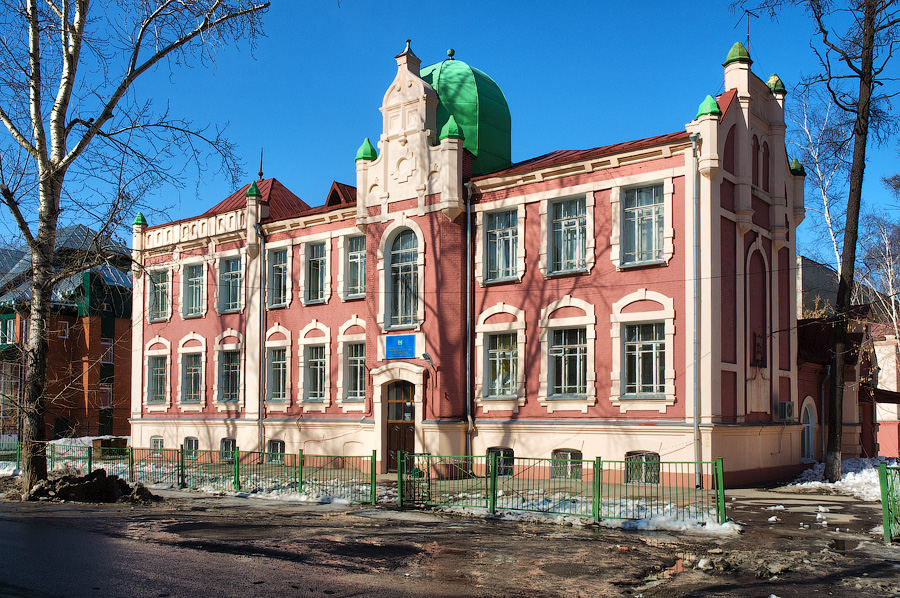
Школа
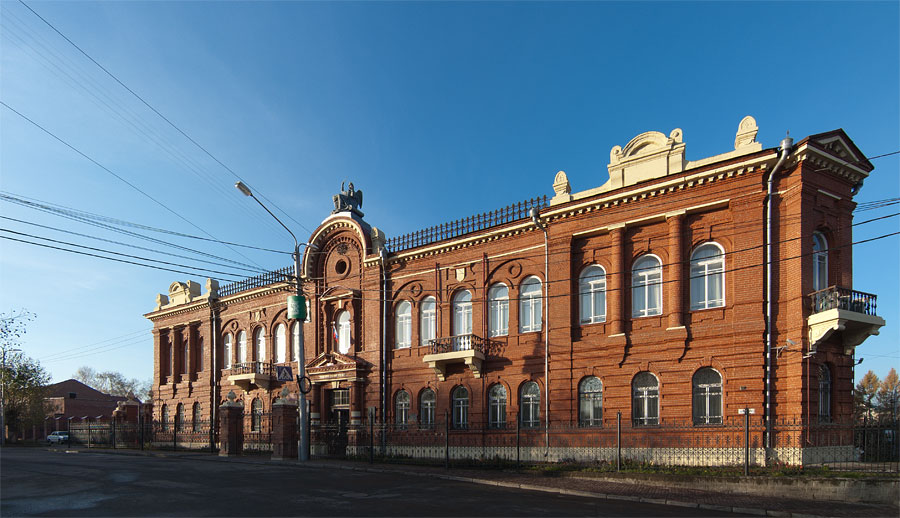
Окружной суд

## Сохранившиеся работы в других местах
- Бывший дом купца Н. И. Ассанова в Бийске, построен в 1914 году. В здании расположен Бийский краеведческий музей, современный адрес улица Ленина, 134.
- Собор Александра Невского, построен в 1895 году в городе Новониколаевске (ныне Новосибирске)
- По одной из версий архитектор гостиницы "Метрополитен", построенной в 1905 году в городе Новониколаевске (ныне Новосибирске)
- вокзал в Красноярске (кон. 1890-х гг.)
- вокзал («Старый») в Барнауле (1914—1915)[2]
- Храм Андрея Критского в Тайге[3]
- Здание вокзала в Тайге
- Магазин Магазова в Тайге

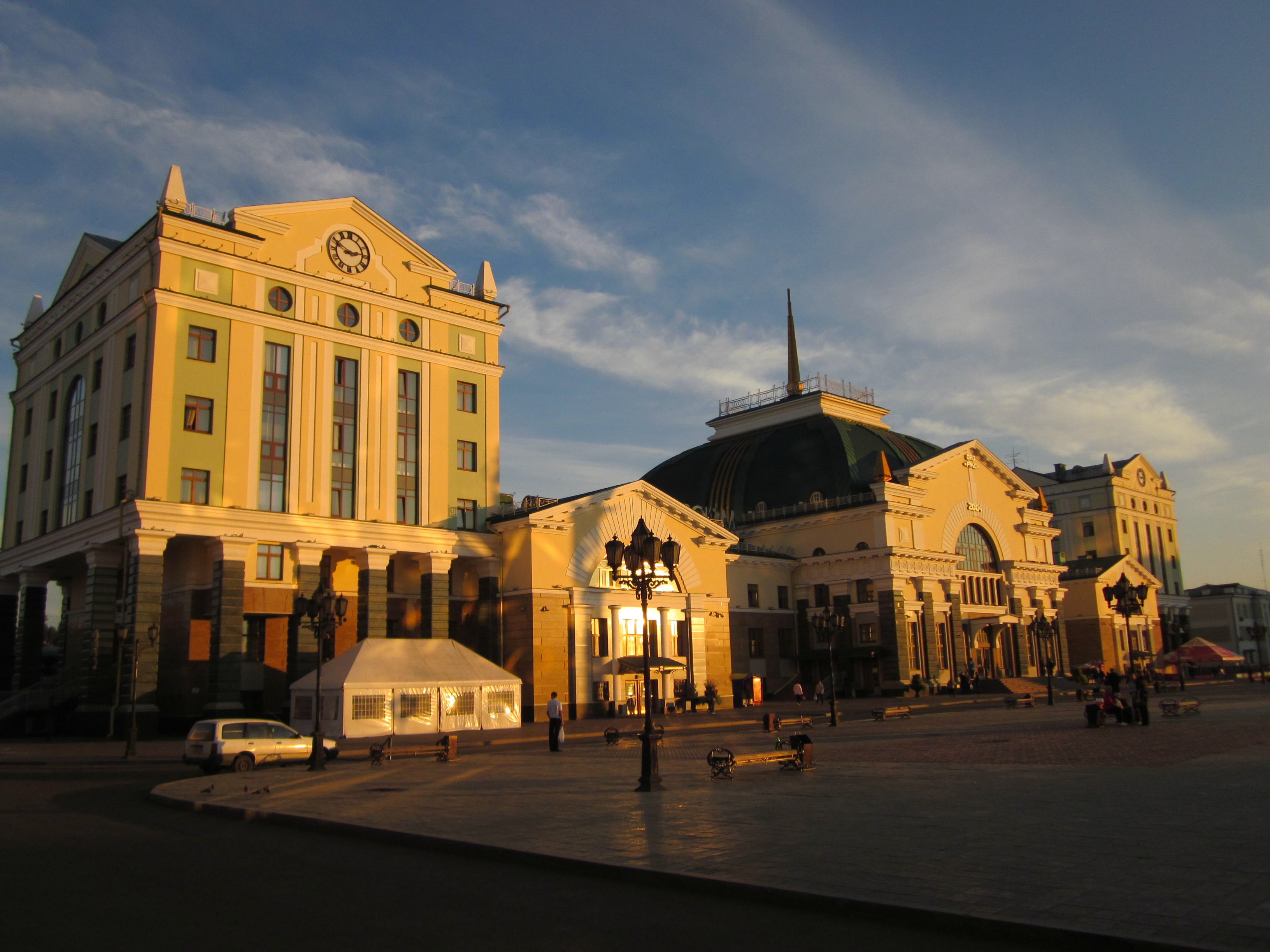
Железнодорожный вокзал в Красноярске
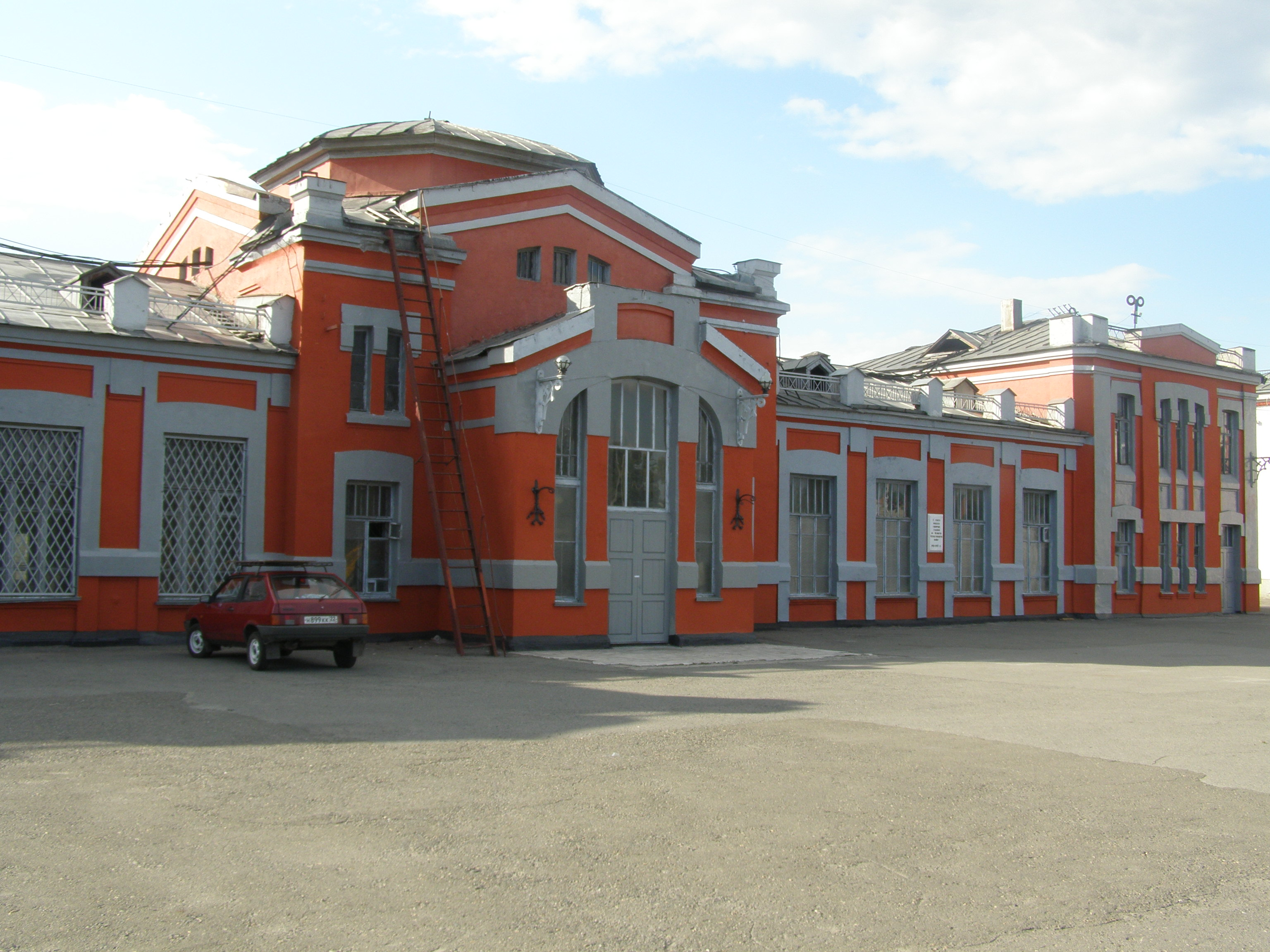
Железнодорожный вокзал в Барнауле
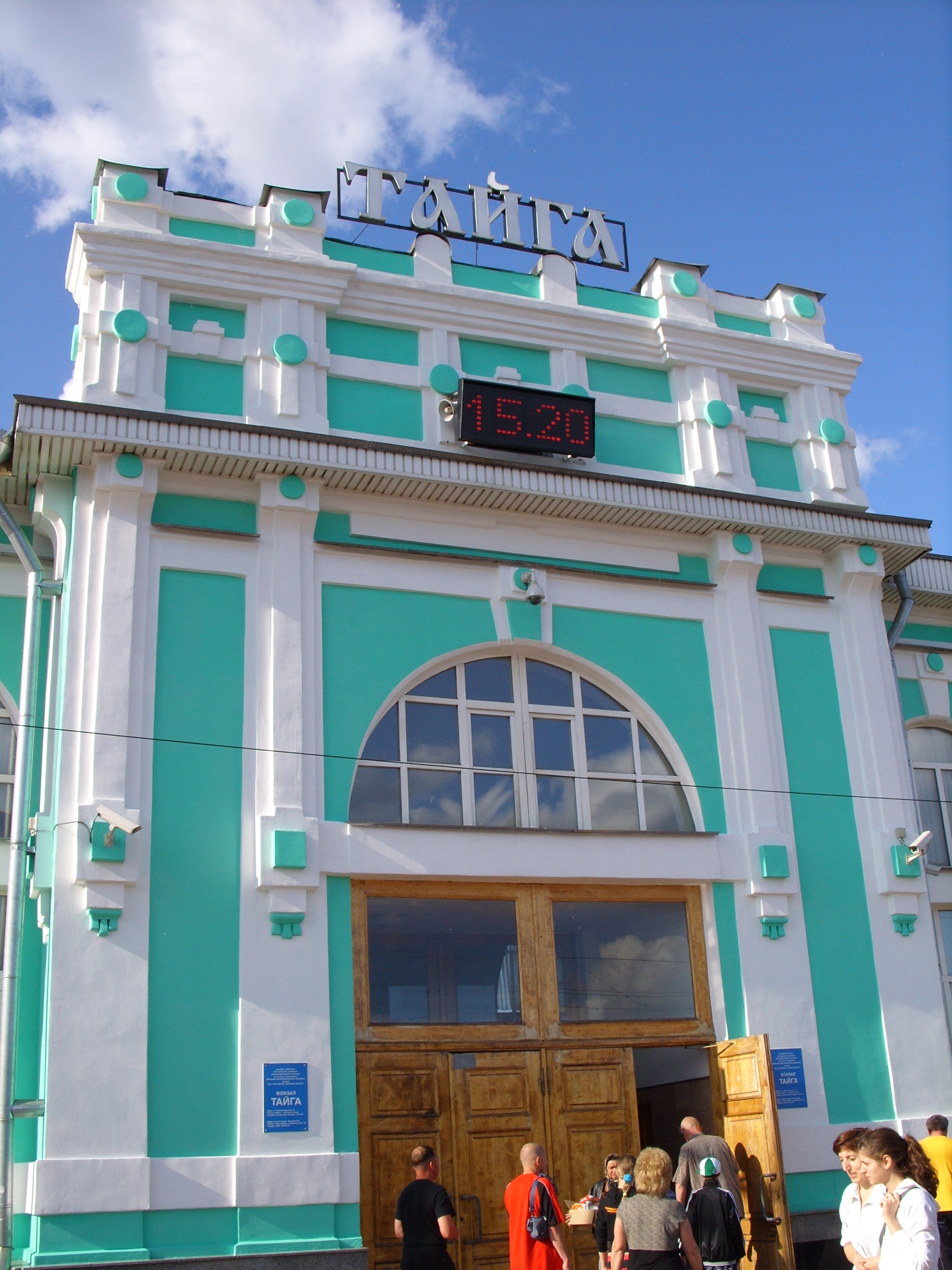
Вокзал в Тайге
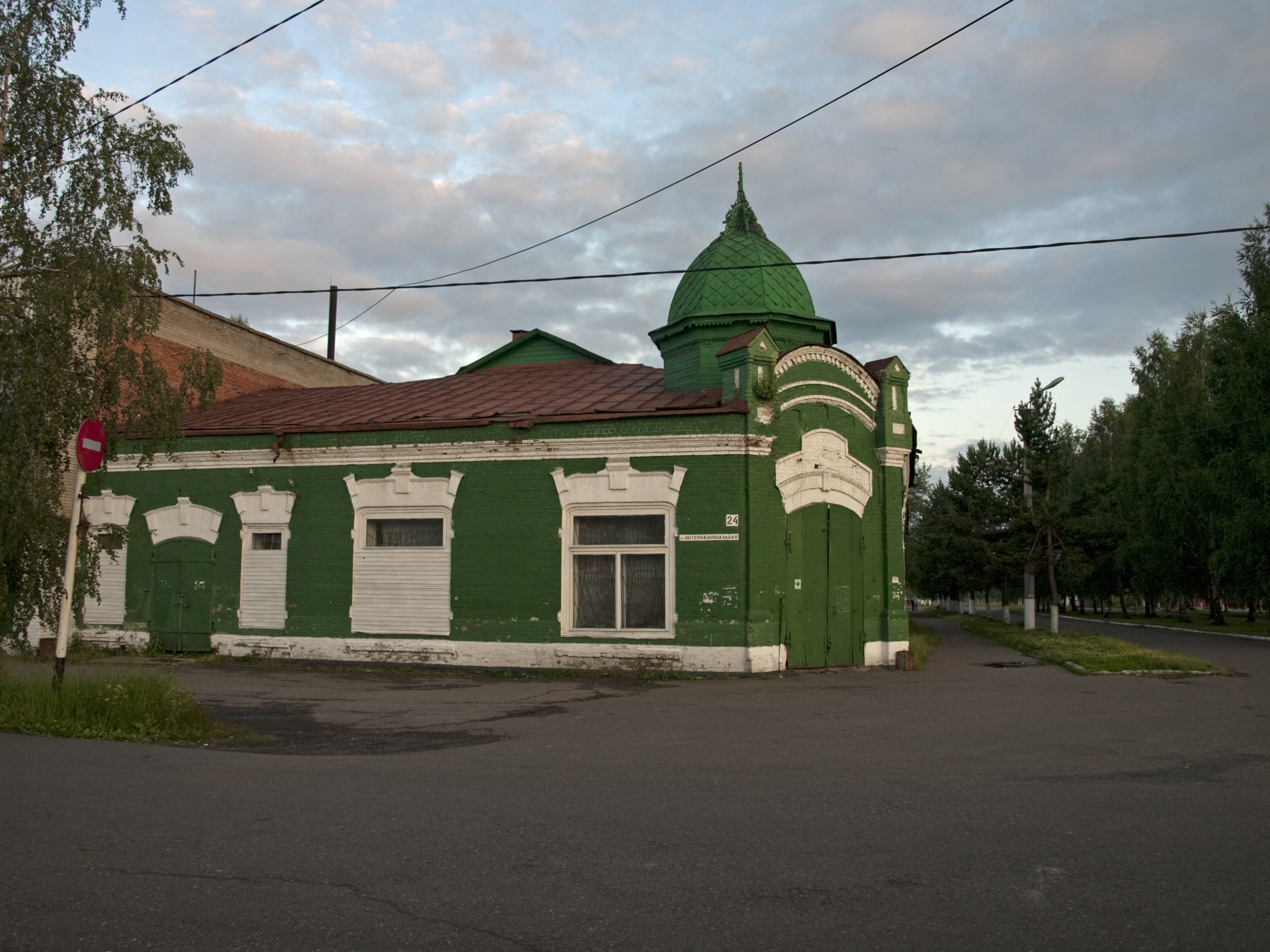
Магазин в Тайге

## Утраченные работы
- Вокзал станции Богашёво (Томская железнодорожная ветвь).
- Церковь Даниила Пророка (Новосибирск)